# Harthof (Schernfeld)
Harthof ist ein Ortsteil der oberbayerischen Gemeinde Schernfeld im Landkreis Eichstätt. 
Der Weiler liegt östlich des Kernortes Schernfeld. Nordöstlich verläuft die B 13. Unweit südwestlich fließt die Altmühl, ein linker Nebenfluss der Donau.

## Sehenswürdigkeiten
In der Liste der Baudenkmäler in Schernfeld sind für Harthof zwei Baudenkmäler aufgeführt:
- Der ehemalige Gutshof (Harthof 1; Harthof 2a) des Klosters Rebdorf ist eine große Rechteckanlage. Das Gutshaus, das im Kern aus dem 16./17. Jahrhundert stammt, ist ein zweigeschossiger Satteldachbau mit gewölbter Hofdurchfahrt. Auf der Ostseite befindet sich ein Treppengiebel. Im Hof befindet sich das Museum Bergér.
- Die Gedenktafel Harthof 2 ist mit einem Relief gestaltet. Sie ist in die Front eingelassen und mit dem Jahr 1615 bezeichnet.